# Marie Leuenberger
Pour les articles homonymes, voir Leuenberger.
Marie Leuenberger, née en 1980 à Berlin (Allemagne de l'Ouest), est une actrice allemande.

## Biographie
Marie Leuenberger est fille d'un père suisse et d'une mère allemande, et possède à la fois les nationalités suisse et allemande.
En 2016, elle tient le rôle de Pamela dans le film Schubert in love aux côtés d’Olaf Schubert, personnage fantasque égocentrique, où elle devient la femme qui mettra au monde le sauveur de la lignée des Schubert en voie d’extinction.

## Filmographie partielle

### Au cinéma
- 2003 : Für Julian
- 2009 : Die Standesbeamtin (Will You Marry Us?) : Rahel Hubli
- 2011 : Blitzeis : Yvonne
- 2011 : Trois quarts de lune (Dreiviertelmond) : Verena Mackowiak
- 2012 : Was weg is, is weg : Luisa
- 2012 : Wer's glaubt, wird selig : Emilie
- 2012 : Draußen ist Sommer : Kindergärtnerin
- 2013 : Deux Sœurs (Schwestern) d'Anne Wild : Kati Kerkhoff
- 2014 : Der Kreis (Le Cercle) : Fräulein Gabi Gerster
- 2015 : Amnesia : Clarissa
- 2016 : Schubert in Love: Vater werden ist (nicht) schwer : Pamela
- 2017 : Bright Nights (Helle Nächte) : Leyla
- 2016 : Mutter reicht's jetzt : Marie
- 2017 :  L'Ordre divin (Die göttliche Ordnung) : Nora

## Récompenses et distinctions
- 2010 : Prix du cinéma suisse de la meilleure actrice pour Die Standesbeamtin